# Nora Cífková
Nora Cífková (21. února 1920, Praha – 25. ledna 2017, Melbourne) byla česká herečka.

## Život a kariéra
Uměleckou kariéru zahájila v roce 1938 v Novém divadle Oldřicha Nového, ve stejném roce se objevila poprvé ve filmové roli v komedii Jarka a Věra. V roce 1940 ztvárnila postavu komtesy Hortensie ve filmové adaptaci Babičky režiséra Františka Čápa.
V březnu 1943 se poprvé provdala, za Emericha Svojsíka.
Poslední filmovou rolí bylo účinkování ve Fričově filmu 13. revír z roku 1946. Poté ukončila svou filmovou a divadelní kariéru odchodem do Velké Británie, kde se vyučila kosmetičkou. Do Československa se vrátila kvůli vážnému onemocnění otce. Až do roku 1968 jí nebylo umožněno vycestovat; tehdy se svým druhým manželem Vladimírem Novotným emigrovala a až do smrti žila v Austrálii poblíž Melbourne. Mají spolu dva syny – Tomáše a Jana.
K umělecké práci se už nevrátila. Zemřela po krátké nemoci.

## Dílo

### Film
- 1938 – Malí velcí podvodníci … chovanka kláštera
- 1938 – Jarka a Věra … septimánka
- 1939 – Srdce v celofánu … návštěvnice dobročinné slavnosti
- 1939 – Lízino štěstí … chovanka kláštera
- 1940 – Minulost Jany Kosinové … Klára
- 1940 – Babička … komtesa Hortensie
- 1946 – 13. revír … snoubenka dr. Chrudimského

### Nové divadlo Oldřicha Nového
- Zaplaťte, slečno!